# Angerona turbata
Angerona turbata är en fjärilsart som beskrevs av Louis Beethoven Prout 1929. Angerona turbata ingår i släktet Angerona och familjen mätare. Inga underarter finns listade i Catalogue of Life.